# 黒田麹廬
黒田 麹廬（くろだ きくろ、文政10年3月（1827年4月） - 明治25年（1892年）12月14日））は、幕末期から明治時代前期の洋学者。『ロビンソン・クルーソー』を初めて日本語に翻訳した。

## 生涯
黒田麹廬は、文政10年3月（1827年4月）に膳所藩儒学者黒田粱洲（扶善）の長男として生まれ、通称を行次郎、諱は行元と言った。父の薦めに従い、天保14年（1843年）江戸に出て緒方洪庵の適塾に入門、また伊東玄朴に蘭学を学んだ。江戸滞在中の嘉永3年（1850年）頃イギリスの作家D.デフォーの『ロビンソン・クルーソー』蘭語本を和訳し、『漂荒紀事』としてロビンソンを侍の子として描いた。文久2年（1862年）には蕃書調所に出仕した。
オランダ語・英語・フランス語・ドイツ語に精通し、天文学にも造詣が深かったと伝えられる。明治維新前に帰藩し、藩校遵義堂で藩士に対し洋学と漢学の講義を行った。麹廬門下からは杉浦重剛が育った。明治6年（1873年）から同10年（1877年）の間、京都東本願寺で古代インドのバラモン教の聖典『リグ・ヴェーダ』の英訳本を元に翻訳作業に従事した。
懐中時計・インキ・鉛筆などを人々に紹介し、酒を好み、城下で子供が生まれると好んで命名するなど人間味豊かな人だったと伝えられる。晩年は滋賀県蒲生郡八幡町（現近江八幡市）に隠居し、明治25年（1892年）12月14日死去した。
 膳所十一烈士の一人である森祐信は、黒田麹廬の従兄弟にあたる。

## 関連事項
主な翻訳書
- 「魯敏遜漂航記事」（デフォー 黒田麹廬訳 2006年）
- 「増補校正西洋事情」（福澤諭吉原輯 黒田行次郎校正 村上勘兵衛 1868年）
- 「万国商売往来」
- 「西洋料理新書」

黒田麹廬に係る書籍
- 「知己八賢」 P19「黑田麴廬先生」（杉浦重剛述 猪狩又蔵編 博育堂 1914年）
- 「黒田麹廬の業績と『漂荒紀事』」（平田守衛著 平田守衛 1987年）
- 「黒田麹廬の業績」（平田守衛著 平田守衛 1988年）
- 「黒田麹廬関係資料目録 京都大学附属図書館蔵」（京都大学附属図書館 1992年）